# Matthew Shepard

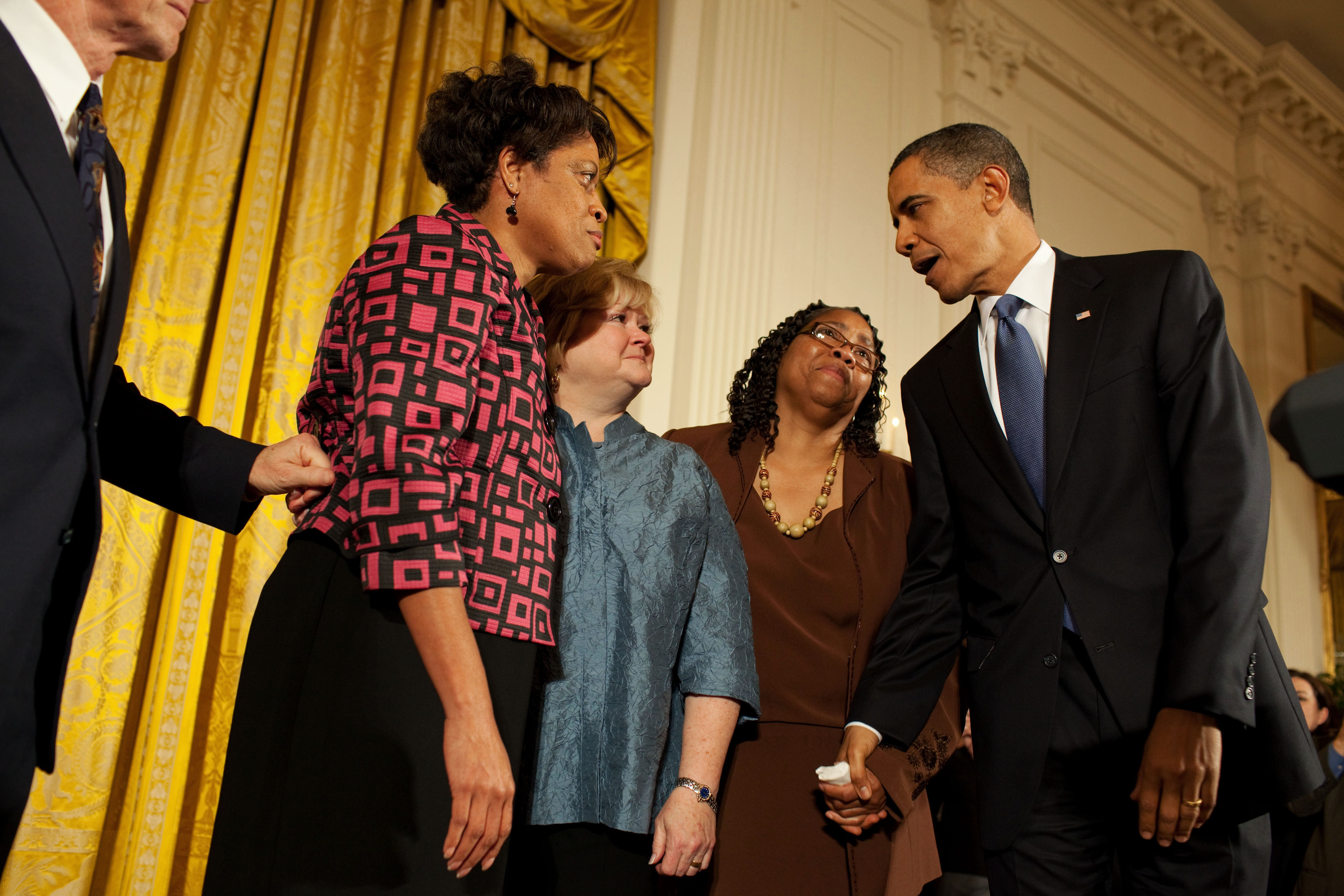
Matthew Shepards Mutter Judy (dritte Person von links) 2009 bei Präsident Barack Obama

Matthew Wayne Shepard (* 1. Dezember 1976 in Casper, Wyoming; † 12. Oktober 1998 in Fort Collins, Colorado) war ein US-amerikanischer Student der University of Wyoming, der im Oktober 1998 in Laramie (Wyoming) das Opfer eines vorsätzlichen Tötungsdelikts wurde. Sechs Tage nach der Tat starb er an den ihm zugefügten Verletzungen.
Der Fall erregte großes Aufsehen. Internationale Medien berichteten aufgrund der Aussagen der Täter, dass diese ihr Opfer wegen seiner Homosexualität ausgesucht hatten, was sowohl Kundgebungen von homosexuellen Bürgerrechtsbewegungen als auch Gegenkundgebungen von homophoben Gruppen auslöste. Das Verbrechen an Matthew Shepard führte wesentlich zu dem nach ihm mitbenannten Matthew Shepard and James Byrd, Jr. Hate Crimes Prevention Act, aufgrund dessen seit Ende 2009 in den USA ein sogenanntes hate crime (deutsch: „Hasskriminalität“) mit höheren Strafen belegt wird.

## Familie und Herkunft
Matthew Wayne Shepard wurde am 1. Dezember 1976 als erster Sohn des Sicherheitsingenieurs Dennis Shepard und seiner Frau Judy Shepard, geborene Peck, geboren. Seine Eltern hatten sich Ende der 1960er-Jahre beim Studium in Laramie im Südosten des Bundesstaates, kennengelernt und in der örtlichen anglikanischen Kirche am 5. Mai 1973 geheiratet.

## Jahre 1976–1998
Nach dem Besuch der Grundschule (1983–1987) und der Dean Morgan Junior High School (1987–1992) besuchte er 1992 bis 1993 die Natrona County High School in Casper. Er trat dort dem Schulchor bei und betätigte sich im Schülerbeirat der Schule. Anfang 1993 erhielt sein Vater, der als Ingenieur für das Ölunternehmen Aramco International arbeitete, das Angebot, als Sicherheitsingenieur im Auslandsdienst in Saudi-Arabien zu arbeiten. Die Shepards verkauften ihr Einfamilienhaus in Casper (4730 South Oak Street, Casper, Wyoming, USA) und siedelten nach Dharhan in Saudi-Arabien an die Küste des Persischen Golfes. Matthew Shepard setzte seine Schullaufbahn an der American School in Switzerland (TASIS) in Montagnola am Luganersee fort.
In Montagnola lernte Shepard neben Deutsch, das er als Fremdsprache bereits in Casper gewählt hatte, auch noch Italienisch und Französisch. Er war kulturbeflissen, bildungsinteressiert und sprachbegabt; er interessierte sich für Literatur und schloss in der Schweiz und darüber hinaus in Europa viele Freundschaften. Shephard begann auch, Gedichte zu schreiben, sowohl auf Englisch als auch auf Deutsch und Italienisch. Häufig reiste er während der Ferienzeiten nach Saudi-Arabien zu seinen Eltern und unternahm zahlreiche Reisen innerhalb Europas.
Die Theatergruppe der American School in Switzerland bot Shepard zudem die Möglichkeit, sein bereits während seiner Schulzeit in Wyoming zu Tage getretenes Interesse für die Welt des Theaters, für die Literatur von Theaterstücken und Bühnenauftritte zu professionalisieren. Seit 1993 trat er nicht nur selbst immer wieder als Laiendarsteller in Theaterinszenierungen der Schultheatertruppe auf (u. a. wirkte er in mehreren Inszenierungen der Stücke Shakespeares mit), sondern führte 1994/1995 als Laienregisseur auch selbst Regie und trat im Rahmen der allsommerlichen Abschlussfeierlichkeiten der Absolventen des Jahrgangs 1994 der TASIS als Impresario der damaligen Theaterdarbietung zu Ehren der Abschlussschüler.
Shepard erlernte schließlich auch die arabische Sprache innerhalb weniger Monate und konnte sich bald fließend mit den Einwohnern Saudi-Arabiens auf Arabisch verständigen; später fing er an, auch arabische Literatur im Original zu lesen.
1995 erwarb Shepard in der Schweiz seinen High-School-Abschluss. Im August 1995 begann er am Catawba College in Salisbury, North Carolina, ein Studium der Kunstwissenschaft. Im Sommer 1996 wechselte Shephard an das Casper College in seiner Heimatstadt Casper und ergänzte seine Studien um die Fächer Germanistik und Politikwissenschaften. Seine Mutter Judy Shepard kam aus Dharhan zurück nach Casper und schrieb sich ebenfalls am Casper College ein, und zwar im Fach Geschichte. In Casper schloss sich Shepard schließlich einer kleinen Vereinigung schwul-lesbischer Studierender des Casper College, den „fantastischen Sieben“ (The Fabulous Seven), an, die dadurch zur Gruppe der „Fabulous Eight“ wurde. Bei den wöchentlichen Treffen dieser studentischen Truppe lernte Matt Shepard Ende 1996 auch seine spätere, enge Freundin Romaine Patterson (* 1978) kennen. Sie wurde nach und nach zu seiner engen Bezugsperson und Matt schloss auch Freundschaft mit Romaines Lebenspartnerin Roni (1997).
Zum Ende des Wintersemesters 1996/1997 war seine Mutter nach Saudi-Arabien zurückgekehrt und Matthew Shepard war seiner Freundin Romaine Patterson nach Denver gefolgt, wo er sich ein Jahr lang niederließ (1997/1998). Das Jahr, das er in Denver zubrachte, wurde von schweren depressiven Schüben geprägt, die ihn immer wieder aufs Krankenlager warfen.
Romaine Patterson arbeitete als Kellnerin und Bardame in einem damals bekannten Café in Denver, „Diderich’s Café“, das von der deutschstämmigen Wirtsfamilie Diderich betrieben wurde. Matthew Shepard – von Depressionen heimgesucht und irgendwie auch von seinem studentischen und akademischen Umfeld entwurzelt – verbrachte viele Wochen mehr oder weniger untätig in Denver, erschien vormittags in Diderich’s Café, plauderte mit Romaine oder unterhielt sich mit den Gästen des Cafés vor allem über seine Reisen und seine Schulzeit in Europa.
Im Frühling 1998 entschloss sich Matthew Shepard, sein 1997 unterbrochenes Studium wieder aufzunehmen. Er hatte sogar die Idee, eines Tages in den diplomatischen Dienst der USA einzutreten. Dazu benötigte er jedoch einen Universitätsabschluss, die Zertifikate eines Colleges – wie in Casper oder Salisbury – wären dafür nicht ausreichend gewesen. Shepard schrieb sich für das Wintersemester 1998/1999 an der University of Wyoming in Laramie im äußersten Südosten des Staates ein, die bereits die Alma Mater des Vaters, Dennis Shepard, gewesen war. Nach Zimmersuche und der Auflösung seiner alten Wohnung in Denver zog er im August 1998 von Denver nach Laramie um. Die Vorlesungen und Lehrveranstaltungen begannen im August 1998. Im Sommer noch waren Judy und Dennis Shepard aus Saudi-Arabien angereist und hatten ihrem Sohn beim Umzug geholfen; die Familie verbrachte danach einige sommerliche Urlaubswochen zusammen in Wyoming, in der alten Heimat.
An der University of Wyoming fand Matthew Shepard schnell neue Freunde. Insbesondere seine Sprachgewandtheit, Welterfahrung und das europäische Flair, das ihn umgab, machte tiefen Eindruck auf die Kommilitonen. Shepard schloss sich der studentischen Vereinigung schwul-lesbischer Studierender auf dem Campus an und schloss mit deren Vorsitzendem, Jim Osborne, Freundschaft. Kurz vor seinem Tode wurde er noch in ein Amt der studentischen Selbstverwaltung der University of Wyoming gewählt (September 1998).

## Ermordung
Der 21-jährige Matthew Shepard lernte am 6. Oktober 1998 in einer Bar auf dem College-Campus Aaron James McKinney (22 Jahre) und Russell Arthur Henderson (21 Jahre) kennen. Laut McKinney bat Shepard sie, ihn mit ihrem Pick-up nach Haus zu fahren. In der Folge wurde Shepard ausgeraubt, etwa 18 Mal mit einem .357-Magnum-Revolver geschlagen – vornehmlich auf den Kopf –, mit seinen Schnürsenkeln in einer einsamen ländlichen Gegend an einen Zaun gefesselt und seinem Schicksal überlassen. Das Blut in Shepards Gesicht wurde teilweise von Tränen weggespült, was darauf hindeutet, dass er nach der Tat zwischenzeitlich bei Bewusstsein gewesen sein muss. Wie die Freundinnen der Täter später unter Eid aussagten, flehte Matthew Shepard vergebens um sein Leben. McKinney und Henderson fanden Shepards Adresse heraus und beabsichtigten, laut McKinneys Aussage, bei ihm zu Hause einzubrechen. Als sie jedoch das Fahrzeug geparkt hatten, gerieten sie mit zwei Hispanics in Streit. McKinney schlug mit der gleichen Waffe, mit der er Shepard geschlagen hatte, auf einen der Hispanics ein, der dabei eine Schädelfraktur erlitt. Der Freund des Angegriffenen schlug ihn daraufhin mit einem kleinen Baseballschläger. Kurz bevor die Polizei eintraf, flohen alle vier Personen in verschiedene Richtungen. Sgt. Flint Waters konnte Henderson ergreifen und entdeckte danach im Fahrzeug Beweise, die Henderson und McKinney mit dem Mord an Shepard in Verbindung brachten. Shepard wurde 18 Stunden nach der Tat von zwei Radfahrern entdeckt, die ihn anfangs für eine Vogelscheuche gehalten hatten. Bis zu seinem Tod am 12. Oktober 1998 im Krankenhaus von Fort Collins, Colorado, erwachte er nicht mehr aus seiner Bewusstlosigkeit.

## Verhaftung und Prozess
Die Polizei nahm kurz danach McKinney und Henderson fest. Sie fand bei ihnen die blutige Waffe, die Schuhe des Opfers und die Kreditkarte Shepards. Die zwei Täter versuchten erfolglos, sich über ihre Freundinnen Alibis zu verschaffen.
Während der Gerichtsverhandlung erzählten die beiden Angeklagten unterschiedliche Tatverläufe, um ihre Handlungen zu verteidigen. Häufig nutzten sie die sogenannte Gay Panic Defence: Sie argumentierten, dass sie sich durch die Homosexualität Shepards bedroht fühlten. Zu einer anderen Zeit sagten sie aus, sie hätten Shepard nur ausrauben wollen und nie vorgehabt, ihn zu töten.
Der Staatsanwalt argumentierte, dass sich McKinney und Henderson als Homosexuelle ausgegeben hätten, damit Shepard ihnen vertraute. Die Freundinnen von Henderson und McKinney sagten unter Eid aus, die beiden hätten vorgehabt, einen Homosexuellen zu berauben.
Um die Todesstrafe zu vermeiden, gestand Henderson am 5. April 1999 und sagte zu, gegen McKinney auszusagen. Henderson wurde zu zweimal lebenslänglich ohne Möglichkeit auf vorzeitige Entlassung im Wyoming State Penitentiary verurteilt. Die Jury in McKinneys Verhandlung sprach ihn des vorsätzlichen Mordes (first degree murder) schuldig. Als die Todesstrafe in Betracht gezogen wurde, sprachen sich Shepards Eltern für einen Deal aus. Ein Leben im Gefängnis anstelle der Todesstrafe zeige Gnade für jemanden, der keine Gnade gekannt hat. Ergebnis war, dass auch McKinney zu zweimal lebenslänglich ohne Möglichkeit auf vorzeitige Entlassung im Wyoming State Penitentiary verurteilt wurde; er wurde später in ein anderes Gefängnis verlegt.
Seitdem McKinney und Henderson im Gefängnis sind, versuchen sie ihre Handlungen durch ihr Verständnis der Bibel (Fundamentalistische Hermeneutik) zu begründen.

## Nachwirkungen
Das große Medieninteresse an Shepards Tod rückte Heterosexismus und heterosexistisch motivierte Gewalttaten in den Vordergrund der öffentlichen Debatten.
Leute aus der Unterhaltungsindustrie drückten ihre Anteilnahme auf unterschiedliche Weise aus. Die Schauspielerin Ellen DeGeneres hielt den Shepard-Gedenk-Gottesdienst in Washington, D.C. ab. Dort sagte sie, dass ihr Coming-out kurz vor dieser Attacke dazu gedacht war, solche Sachen nicht geschehen zu lassen. Die lesbische Sängerin Melissa Etheridge schrieb den Song Scarecrow (Vogelscheuche) – Bezug nehmend auf die irrtümliche Annahme beim Auffinden Shepards, er sei eine Vogelscheuche. Die Band Thursday widmete ihm das Lied M. Shepard. Die amerikanische Metalcoreband Trivium widmete Matthew Shepard den Song And Sadness will Sear. Der englische Poppianist Elton John komponierte zum Gedenken an Shepard das Lied American Triangle (Text: Bernie Taupin), welches auf dem Album Songs from the West Coast erschienen ist. Der Zaun, an den Shepard gebunden worden war, ist seitdem Ziel zahlreicher Pilgerfahrten geworden. Zwei Filme wurden über die Geschichte gedreht: The Laramie Project (basierend auf dem gleichnamigen Theaterstück, mit einer ausgewählten Riege von Schauspielern, darunter Christina Ricci, Steve Buscemi, Joshua Jackson, Clea DuVall, Ben Foster und Mark Webber) und The Matthew Shepard Story (Die Matthew Shepard Story). Beide Filme gewannen viele Auszeichnungen. Matthew Shepard kann auch in der Dokumentation „Dear Jesse“ in einem kurzen Interview gesehen werden.
Sowohl bei Shepards Beerdigung als auch bei den Gerichtsverhandlungen seiner Angreifer protestierten der Führer der Westboro Baptist Church, Fred Phelps, und seine Anhänger. Sie riefen ihre Parolen wie Matt Shepard verrottet in der Hölle, Aids tötet Homos und Gott hasst Homos. Phelps suchte bis zu seinem Tod eine Stadt, die ihm das Aufstellen eines Denkmals erlaubt, das Shepards Bild mit der Unterschrift „Matthew Shepard, trat in die Hölle ein am 12. Oktober 1998, in Missachtung von Gottes Warnung: ‚Du sollst nicht beim Manne liegen wie bei einer Frau; es ist ein Gräuel.‘ (Levitikus 18:22)“ zeigt.
Dennis und Judy Shepard, die Eltern von Matthew Shepard, gründeten im Dezember 1998 die Matthew Shepard Foundation, welche zum Ziel hat, Hass durch Verständnis, Mitgefühl und Akzeptanz zu ersetzen. Dies geschieht durch verschiedene schulische, kontaktfördernde und rechtliche Initiativen sowie durch das Weitererzählen von Matthews Geschichte. Der Hauptfokus liegt in drei Bereichen: Hass in der Gesellschaft zu eliminieren, zuerst für LGBT-Jugendliche und Wahrung gleicher Rechte für alle amerikanischen Lesben, Schwule, Bisexuelle und Transgender. Judy Shepard wurde 2008 mit dem Walter Cronkite Faith & Freedom Award ausgezeichnet, welcher an Personen übergeben wird, deren Aktionen die Werte von Zuvorkommenheit, Toleranz, Verschiedenheit verkörpern.
In der erstmals im November 2001 ausgestrahlten Folge „Unter Warmduschern“ (Tommy’s Not Gay) der Sitcom Titus, in der es um die Misshandlung eines Homosexuellen aufgrund von dessen Homosexualität geht, erzählt der Hauptdarsteller Christopher Titus während eines ernsten Zwischenspiels und im Rahmen des Durchbrechens der vierten Wand an die Zuschauer gerichtet kurz von der Tötung Matthew Shepards und verkehrte die bis dahin aufgebaute lustige Stimmung ins Gegenteil und konterkarierte damit auch die bis dahin klischeehafte Darstellung Schwuler hin zu einer fairen und ernsthaften Auseinandersetzung.

## Neue Aspekte des Falls
2004, mehrere Jahre nach der Verurteilung, berichtete Kristen Price, die Freundin von McKinney, eine weitere Version des Tathergangs und der Motive. Sie sagte aus, der Angriff habe einzig mit Drogen und Geld zu tun gehabt, und fügte hinzu: „Ich glaube nicht, dass es ein hate crime war. Ich habe das nie geglaubt.“
McKinney und Henderson hatten zuerst ausgesagt, sie seien nicht schuldig und zur Tatzeit bei ihren Freundinnen gewesen. Nachdem die Freundinnen diese Aussagen nicht bestätigt hatten, versuchten sie eine „gay panic defense“ zu gebrauchen und sagten aus, sie hätten Shepard angegriffen, weil er ihnen gegenüber Annäherungsversuche gemacht habe. Im November 2005 berichteten sie in einem 20/20-Interview mit ABC News eine dritte Variante. In dieser Version war der Mord nicht durch Homophobie motiviert, sondern durch einen von Methamphetamin verursachten Wutanfall. Der Mord sei das Ergebnis von schwerem Drogenmissbrauch, einem Raubversuch und einem zu weit gegangenen Prügeln des Opfers. Beide hätten das früher ihren Verteidigern gegenüber gesagt, aber die Verteidiger hätten sich für die nicht erfolgreiche „gay panic defense“ entschieden.
ABC News interviewte Freunde von McKinney, die aussagten, er habe nie abschätzig über Homosexuelle geredet. Einer von ihnen meinte über ihn: „Ich weiß, dass er bisexuell ist. Ich habe da keinen Zweifel, er ist bisexuell.“ und sagte, er sei ein Sexualpartner von ihm gewesen. McKinney sagte in Medieninterviews, er habe sich für Shepard als Opfer eines Raubs entschieden, weil er ihn als nicht bedrohlich ansah.
Der frühere Polizeichef von Laramie, Dave O’Malley, war auch von ABC befragt worden und kritisierte den Bericht später. Er meinte, die Reporter von ABC seien nicht neutral gewesen, und dass sich das Drogen- und das Anti-Gay-Motiv nicht gegenseitig ausschließen würden.
2013 publizierte der Journalist Stephen Jimenez das Buch The Book of Matt: Hidden Truths About the Murder of Matthew Shepard, in dem er zu dem Schluss kommt, dass der Mord an Shepard kein in Homophobie begründetes Hate crime war, sondern im Zusammenhang mit Drogenhandel geschah. Für das Buch interviewte der Autor Personen aus Shepards Freundeskreis, Freunde der beiden Mörder und die Mörder selbst. Laut Jimenez habe Shepard mit Methamphetamin gehandelt und mit McKinney eine sexuelle Beziehung gehabt. Er vermutet, dass Matthew Shepard ermordet wurde, weil er in den Besitz einer großen Menge dieser Droge gekommen sei. Kritiker des Buches bemängeln, dass Jimenez teilweise auf anonyme Quellen referenziert, keine Angaben dazu macht, in welcher Beziehung die Quellen zu Shepard stehen und seine Schlussfolgerungen oftmals nur seiner persönlichen Meinung zu entsprechen scheinen.

## Gesetze gegen Hassverbrechen
Als Reaktion auf die Tat wurden im Parlament von Wyoming Versuche unternommen, das Hate-crime-Gesetz des Staates um das Merkmal „sexuelle Orientierung“ zu ergänzen. Das Gesetz scheiterte jedoch knapp. Auf Bundesebene setzte sich der damalige Präsident Bill Clinton erneut für ein solches Gesetz ein. Da allerdings die Republikaner einige Jahre zuvor die Mehrheit im Kongress zurückerlangten, schlugen die Abstimmungen 1999 und 2000 fehl. Unter der Regierung Bush wurde das Vorhaben dann nicht weiter verfolgt.
Nach der Kongresswahl 2006, bei der die Demokraten wieder eine Mehrheit in beiden Häusern gewinnen konnten, wurden die Bemühungen wieder aufgenommen. Im Mai 2007 passierte der Matthew Shepard Act mit Stimmen aus beiden Parteien das Repräsentantenhaus und im September in ähnlicher Form den Senat. Da man ein Veto Bushs befürchtete, wurde das Gesetz an den Haushaltsplan für das Verteidigungsministerium (Department of Defense Authorization bill) gekoppelt. Im Dezember 2007 war jedoch noch keine endgültige Version zustande gekommen. Dennoch beabsichtigte die Sprecherin des Repräsentantenhauses, Nancy Pelosi, das Gesetz im Jahr 2008 durchzubringen. Auf der Website des Weißen Hauses erklärte die Regierung von Barack Obama die Unterzeichnung des Matthew Shepard Act zu einem vorrangigen Ziel ihrer Bürgerrechtspolitik.
Schließlich unterzeichnete Präsident Obama am 28. Oktober 2009 den „Matthew Shepard and James Byrd, Jr. Hate Crimes Prevention Act“.

## Gedenken
Am 26. Oktober 2018 wurde nach einem Gedenkgottesdienst, den die Bischöfin Mariann Edgar Budde und der Bischof Gene Robinson hielten, der Sarg mit den sterblichen Überresten von Matthew Shepard in die Krypta der Washington National Cathedral in Washington, D.C. umgebettet.